# Académie de guerre de Prusse

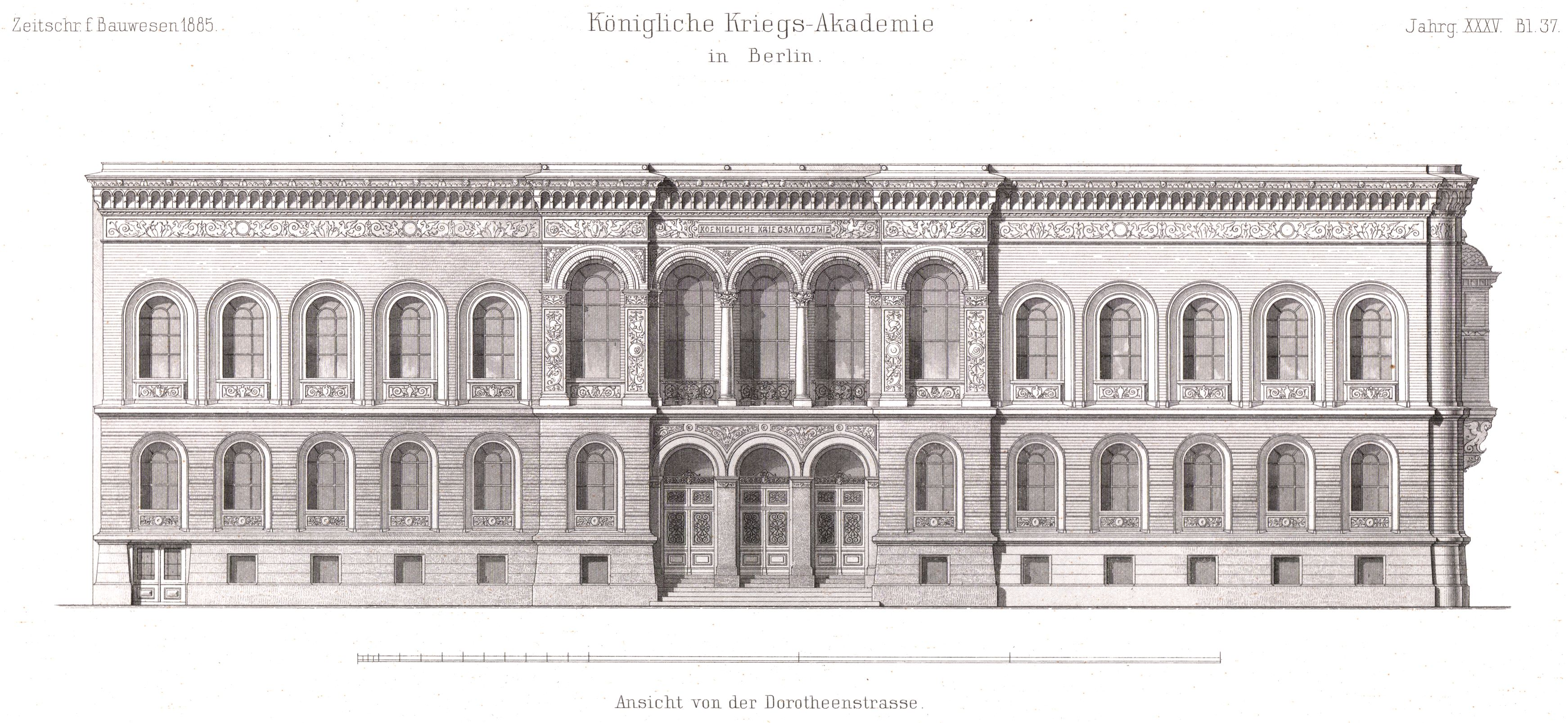
Façade de la Kriegsakademie de la Dorotheenstraße, construite en 1879-1883 par Franz Schwechten.

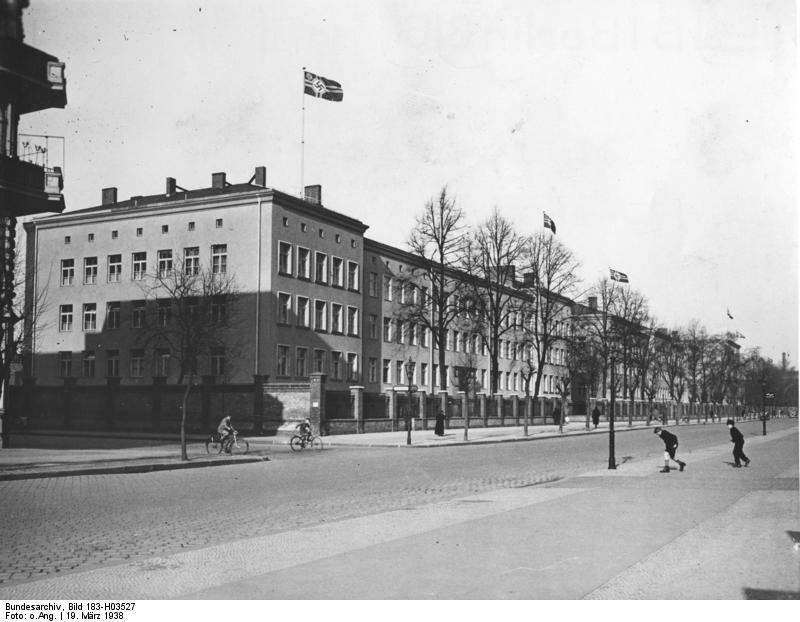
La Kriegskademie en 1938 dans le quartier de Moabit, à Berlin.

L'Académie de guerre de Prusse (Preußische Kriegsakademie) fut l'école militaire qui formait les officiers d'état-major de l'armée prussienne, puis de l'Armée impériale allemande, de 1810 à 1914. Les victoires militaires allemandes de cette période, contre l'Autriche puis la France, vont asseoir la réputation d'excellence de cette académie et en faire un modèle pour les autres armées.

## Évolution
L'Académie a été fondée à Berlin, le 15 octobre 1810, par Gerhard von Scharnhorst, en tant qu'académie militaire du royaume de Prusse. Sa création fait partie de la réorganisation de l'Armée prussienne à la suite des défaites de 1806. De 1818 à 1831, son directeur était Carl von Clausewitz. La formation qu'elle dispensait a été un des facteurs de la victoire allemande de 1870-1871. La Kriegsakademie prussienne a d'abord été située sur la Burgstraße, puis a déménagé au no 74 Unter den Linden dans des bâtiments construits par Karl Friedrich Schinkel en 1845, devenus ensuite l'École combinée d'artillerie et du génie, puis en 1883 s'est installée sur la Dorotheenstraße. Elle a été fermée le 1er août 1914 au moment de la déclaration de mobilisation générale. Son directeur (le général Kuno Arndt von Steuben), tous ses stagiaires et ses instructeurs sont envoyés rejoindre une affectation. Des formations furent malgré tout organisées en 1917 et 1918 à Sedan, pour répondre aux besoins des différents états-majors en personnels qualifiés.

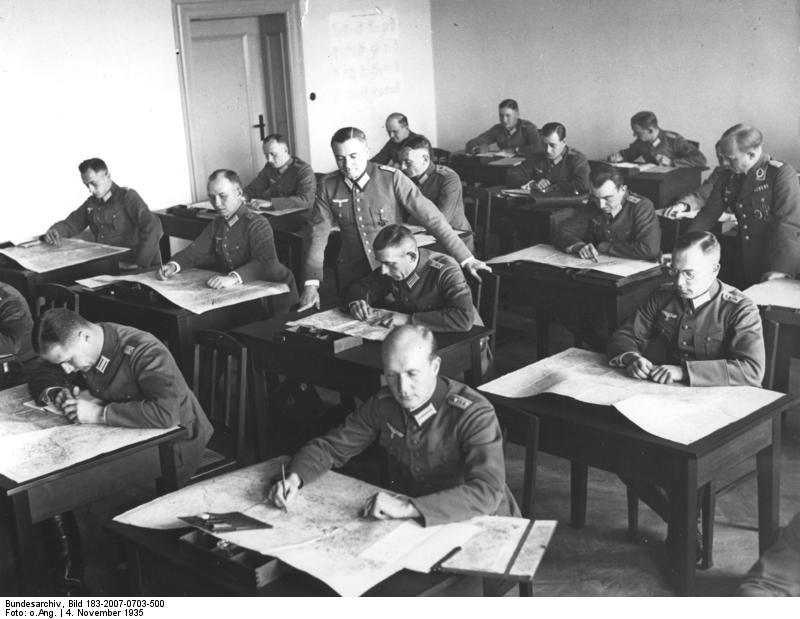
Officiers stagiaires lors d'une séance de formation, 4 novembre 1935.

L'existence de l'académie étant formellement interdite par l'article 160 du traité de Versailles, la formation des officiers d'état-major se poursuit de façon décentralisée dans chaque région militaire (Wehrkreis) au sein de la Reichswehr. En octobre 1935, l'académie ouvre de nouveau ses portes dans le cadre du réarmement de l'Allemagne sous le Troisième Reich, sous le nom de Führerschule der gesamten Wehrmacht (surnommée la Wehrmachtakademie) ; de 1935 à 1939, elle était située à la Kruppstraße, dans le quartier de Moabit. L'académie ferme de nouveau ses portes en 1939 puis est dissoute en 1945 dans le cadre de la dénazification. Depuis 1957 la Führungsakademie der Bundeswehr (Académie de commandement de la Bundeswehr) de Hambourg assure désormais la même mission pour la Bundeswehr.

## Équivalents
Une seconde académie militaire existait en Allemagne, celle du royaume de Bavière, l'académie bavaroise de guerre (de), fondée en 1867 à Munich et fermée le 1er août 1914, qui formait les officiers d'état-major de l'armée bavaroise.
Leur équivalent existait pour l'armée ottomane (le Collège impériale d'état-major (en) d'Istanbul, fondé en 1848), l'armée austro-hongrois (la k.u.k. Kriegsschule (de) de Vienne, fondée en 1852), l'armée russe (l'École militaire d'état-major Nicolas de Saint-Pétersbourg, fondée en 1855), l'armée britannique (le Staff College (en) de Camberley, fondé en 1858), l'armée française (l'École supérieure de guerre de Paris, fondée en 1876) et l'armée américaine (le Command and General Staff College de Fort Leavenworth, fondé en 1946), qui toutes s'inspiraient du modèle prussien.

## Directeurs
| Grade                                  | Nom                               | Date                                                            |
| -------------------------------------- | --------------------------------- | --------------------------------------------------------------- |
| Oberst/Generalmajor                    | Carl Andreas von Boguslawski      | 6 août 1810 au 21 septembre 1817                                |
| Oberst/Generalmajor                    | Carl von Clausewitz               | 9 mai 1818 au 16 novembre 1831                                  |
| Generalmajor                           | Leopold von Lützow                | 30 mars 1832 au 9 mars 1834                                     |
| Generalmajor                           | Johann Georg Emil von Brause      | 10 mars 1834 au 10 avril 1836                                   |
| Generalleutnant                        | Otto August Rühle von Lilienstern | 30 mars 1837 au 1er juillet 1847                                |
| Oberstleutnant/Oberst/Generalmajor     | Eduard von Höpfner                | 3 novembre 1848 au 5 septembre 1856                             |
| Generalmajor/Generalleutnant           | Carl Friedrich Schmidt (de)       | 18 septembre 1856 au 30 juin 1860                               |
| Generalleutnant                        | Eduard von Schlichting            | 1er juillet 1860 au 17 mai 1864                                 |
| Generalleutnant                        | Friedrich von Monts (de)          | 18 mai au 24 juin 1864 (chargé de l'administration)             |
| Generalleutnant                        | Friedrich von Monts               | 25 juin 1864 au 16 mai 1866                                     |
| Generalleutnant/General der Infanterie | Friedrich August von Etzel (de)   | 3 novembre 1866 au 19 mai 1871                                  |
| General der Infanterie                 | Karl Rudolf von Ollech            | 20 mai 1871 au 14 décembre 1877                                 |
| Generalmajor/Generalleutnant           | Friedrich von Flatow (de)         | 15 décembre 1877 au 6 septembre 1886                            |
| Generalleutnant                        | Arthur von Lattré (de)            | 18 septembre 1886 au 15 septembre 1890                          |
| Generalleutnant                        | Bernhard von Brauchitsch (de)     | 20 septembre 1890 au 18 avril 1896                              |
| Generalleutnant/General der Artillerie | Karl von Villaume (de)            | 19 avril 1896 au 3 juin 1900                                    |
| Generalleutnant                        | Georg von Rechenberg (de)         | 16 juin 1900 au 19 août 1902                                    |
| Generalmajor/Generalleutnant           | Karl Litzmann                     | 12 septembre 1902 au 31 mars 1905                               |
| Generalmajor                           | Hans von Flatow (de)              | 1er avril 1905 au 18 décembre 1905 (chargé de l'administration) |
| Generalleutnant                        | Hans von Flatow                   | 19 décembre 1905 au 6 juillet 1909                              |
| Generalleutnant                        | Kurt von Manteuffel (de)          | 7 juillet 1909 au 31 mars 1913                                  |
| Generalleutnant                        | Erich von Gündell                 | 1er avril au 3 septembre 1913                                   |
| Generalleutnant                        | Kuno von Steuben                  | 4 septembre 1913 au 1er août 1914                               |